# 第79ヘリコプター海洋打撃飛行隊 (アメリカ海軍)
第79ヘリコプター海洋打撃飛行隊（だい79ヘリコプターかいようだげきひこうたい、英: Helicopter Maritime Strike Squadron 79、略称：HSM-79）は、アメリカ海軍太平洋艦隊ヘリコプター海洋打撃航空団隷下のヘリコプター部隊。愛称はグリフィンズ。カリフォルニア州ノースアイランド海軍航空基地に所在し、哨戒ヘリコプターとしてMH-60Rを運用する。

## 歴代運用機
- 哨戒ヘリコプター
  - MH-60R